# Reményi Ferenc
Kőszegi Reményi Ferenc (Pest, 1868. május 28. – Kőszeg, 1940. április 16.) császári és királyi haditengerész tiszt, katonai és tengerészeti író.

## Élete
Apja Reményi Antal ügyvéd, törvényszéki bíró, Pest város jegyzője, tengerészeti író, anyja Mauksch Johanna. Testvére ifjabb Reményi Ede tanár. Az általános iskolát és négy alsó gimnáziumi osztályt Pesten végezte. 1882-ben bekerült a fiumei haditengerészeti akadémiára, ahol 1888-ban letette a nagy tiszti vizsgát. Fokozatosan lépett előre a ranglétrán, 1896-ban már sorhajóhadnagy (százados) volt. Ferenc Ferdinánd főherceget a Kaiserin Elisabeth fedélzetén elkísérte Föld körüli útjára, melyről a Budapesti Hírlap, a Nemzet és az Egyetértés is beszámolt, a Vasárnapi Újságban pedig több képpel illusztrált tárcaleveleket, útleírásokat közölt. 1912-től 1914. augusztus 3-ig alezredes, 1915. augusztus 1 és 1916. augusztus 1. között a Magyar Királyi Kőszegi Katonai Alreáliskolánál parancsnok volt, illetve igazgató. Katonai pályafutását ezredesként fejezte be.

## Munkássága
Reményi Ferenc a Vasárnapi Újságban részletes útleírásokat készített a Ferenc Ferdinánd főherceggel tett föld körüli útjának érdekesebb szakaszairól. Részletesen beszámol Ausztrália (Sydney), Új-Kaledónia, a Salamon-szigetek, az akkori Kína, Japán és részben India természeti, kulturális, gazdasági viszonyairól. Tanulmányozta az ausztrál farmok működését, Sydney városszerkezetét, a melanéziai szigetvilág őslakosainak kultúráját (Új-Kaledónia, Salamon-szigetek). Új-Guineában megismerkedett a pápuák szokásaival. Járt Hong-Kongban, Kantonban és Makaóban. Beszámolt a kínai és japán gasztronómiáról és a kínai tűzijátékokról. Érdekes a japán történelemről és mitológiáról készült beszámolója is. Indiában a párszikkal foglalkozott részletesebben.
A Monarchia haditengerészetének útjai általában jól dokumentált vállalkozások voltak, és jelentős tudományos eredményeket produkáltak. Ezek mellett a diplomáciai célú utazásokat tudományos kutatásokkal is igyekeztek egybekötni. E körbe tartozott Habsburg Ferenc Ferdinánd trónörökös 1892-1893. évi föld körüli útja is, amelynek egyik haditengerész krónikása Reményi Ferenc. Az expedíció hajója, a Kaiserin Elisabeth 1892. december 15-én futott ki a trieszti kikötőből, majd áthajózva a Szuezi-csatornán és a Vörös-tengeren, Ceylon szigetén kötött ki. Innen a hajó útja Bombay-be vitt, ahol a trónörökös partra szállt, és indiai utazást tett. Később az expedíció felkereste Szingapúrt, Jáva szigetét és az ausztráliai Sydneyt is. Ausztráliából Új-Kaledónia és a Salamon-szigetek felé vették útjukat, kikötöttek Új-Guineán, majd az Arru-szigetek és Borneó következett. Később megálltak Bangkokban és Hongkongban, majd Japán kikötőiben tettek látogatást. Itt 1893. augusztus 25-én Ferenc Ferdinánd a Kaiserin Elisabeth fedélzetéről az Empress of China gőzősre szállt át, hogy egy észak-amerikai körút után, október 18-án érkezzék vissza Bécsbe. Ezzel egy időben a hadihajó is hazaindult, és 1893. december 19-én futott be Pola kikötőjébe. Az elsősorban politikai célú utazást követően a bécsi Belvedere-ben az expedíción gyűjtött tárgyi dokumentumokból nagy kiállítást rendeztek. Erről a Magyar Földrajzi Társaság akkori főtitkára, Berecz Antal írt méltatást a Földrajzi Közlemények 1894. évi kötetében. Az út folyamán főleg állattani gyűjtést végeztek. A kiállításon 2000 kitömött madarat, 1200 rovarfaj 3600 példányát mutatták be, valamint több néprajzi tárgyat is megtekinthettek a látogatók. Ferenc Ferdinánd protokolláris jellegű útja így fontos tudományos eredményekkel is szolgált.